# Minna-shima (Motobu)
Minna-shima (jap. 水納島) ist eine japanische Insel der Okinawa-Inseln.

## Geografie

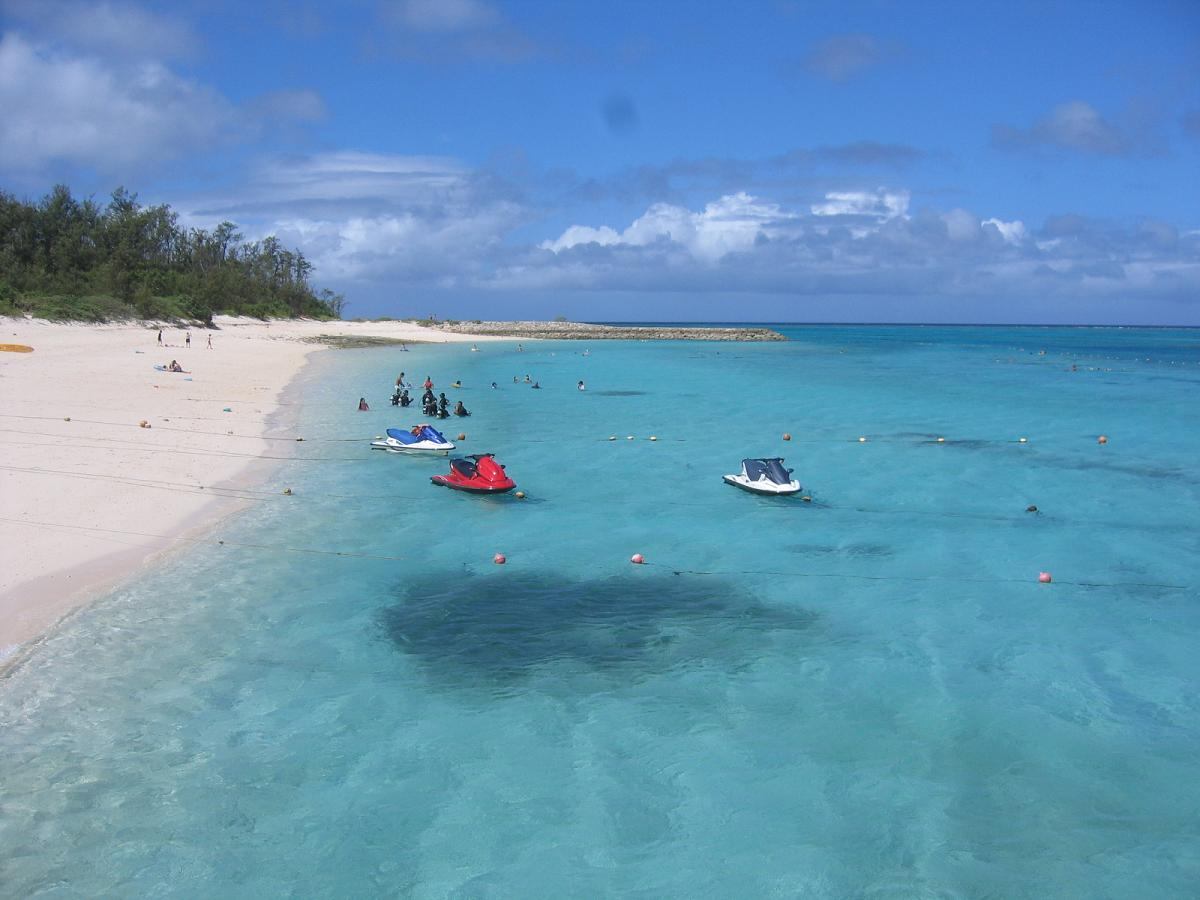
Strand

Die 0,47 km² große Insel liegt 3,3 km westlich vor Sesoko-jima und 5,7 km westlich vor der Motobu-Halbinsel der Insel Okinawa. Die höchste Erhebung beträgt 26,9 m. Umgeben ist die Insel von einem Atoll. Sie wird wegen ihrer Form auch Croissant Island genannt.
Die Insel mit ihren 39 Einwohnern in 25 Haushalten gehört zum Ortsteil Sesoko der Gemeinde Motobu. Trotz dieser geringen Bevölkerungszahl gibt es eine Grund- und Mittelschule mit je einem Schüler und acht Lehrkräften (Stand: 2018). Hauptprodukte der Gemeinde sind Daikon-Rettich und Mohrrüben. Daneben lebt die Insel vom Tourismus und wurde 2006 von mehr 60.000 Personen besucht.